# Epuraea guttata
Epuraea guttata  (лат.) — вид жуков-блестянок из подсемейства Carpophilinae.

## Описание

### Имаго
Длина тела имаго 2,6—4,4 мм.

### Куколка
Длина тела куколок 3,1—3,65 мм, ширина — 1,45—1,7 мм. Беловатая с кремовым оттенком, кроме продольных туберкул, которые светло-коричневого цвета. Передне-, средне- и заднеспинка сильно блестящие, голова и ноги умеренно блестящие, надкрылья блестящие, брюшко матовое.

## Экология
Взрослые жуки и личинки обитают в дубравах, где встречаются под корой на натёках сока лиственных деревьев (даже тех, которые поражены гусеницами мотылька-древоточца рода Cossus), в том числе дуба черешчатого. Встречаются также на дыни.